# ميلاد فايزه
ميلاد فايزة (بالإنجليزية: Miled Faiza)‏ (1974-) كاتب تونسي أمريكي.

## المسيرة المهنية
ولد ميلاد فايزة في مدينة المنستير بتونس عام 1974. أصدر كتابه الشعري الأول عام 2004 وتُرجمت أشعاره إلى الإنجليزية والفرنسية والإسبانية والصربية.
ميلاد فايزة مترجم أيضًا. نُشرت ترجمته لرواية الخريف لـآلي سميث في خريف عام 2018  كما نشر العديد من ترجمات القصائد الأمريكية إلى اللغة العربية. 
بالإضافة إلى الكتابة، كان محررًا مراجعا لقاموس أكسفورد العربي (2014)،  وهو أحد مؤسسي ذخيرة النصوص العربية التونسية. يقوم بتدريس اللغة العربية في الولايات المتحدة منذ عام 2006 وهو يدرس حاليًا في جامعة براون. 

## مجموعات شعرية
- (2019) (أصابع النحات (بالإنجليزية: The sculptor's fingers)‏)
- (2004) (بقايا البيت اللذي دخلناه مرة واحدة (بالإنجليزية: Remains of a house we only entered once)‏

## الترجمات
- (2021) الإيطالي، ترجمة (مع كارين مكنيل) لرواية شكري المبخوت (الطلياني)
- (2019) (الشتاء)، ترجمة رواية آلي سميث الشتاء (بالإنجليزية: Winter)‏
- (2017) (الخريف)، ترجمة رواية آلي سميث الخريف (بالإنجليزية: Autumn)‏